# Sexo grupal
O sexo grupal ou "sexo com múltiplos indivíduos" (SMI) é um comportamento em que mais de duas pessoas praticam atos sexuais juntas, podendo envolver a cópula vaginal entre um homem e uma mulher e/ou atos libidinosos diversos. Assim descrito, o sexo em grupo envolve várias subcategorias como o ménage, o swing e a orgia (também chamada no Brasil de suruba).
Apesar de ser uma prática contrária ao padrão sexual dominante em boa parte do mundo, especialistas afirmam que o desejo de praticá-lo é mais comum que se imagina.

## Sex party
Uma sex party ou festa de sexo é uma reunião em que a atividade sexual ocorre.
Festas de sexo, sob vários nomes, em alguns países, tem sido um foco comum de pânico moral alimentado por reportagens que afirmam que essas festas são predominantes ou tem crescido em prevalência, principalmente entre os adolescentes.

## Posições
Existem várias posições de sexo grupal, entre as quais podem ser mencionadas as seguintes.

### Spitroast
A spitroast ou roasting seria a penetração de uma pessoa na boca e ao mesmo tempo enquanto é penetrada na vagina ou ânus.

### Dupla penetração

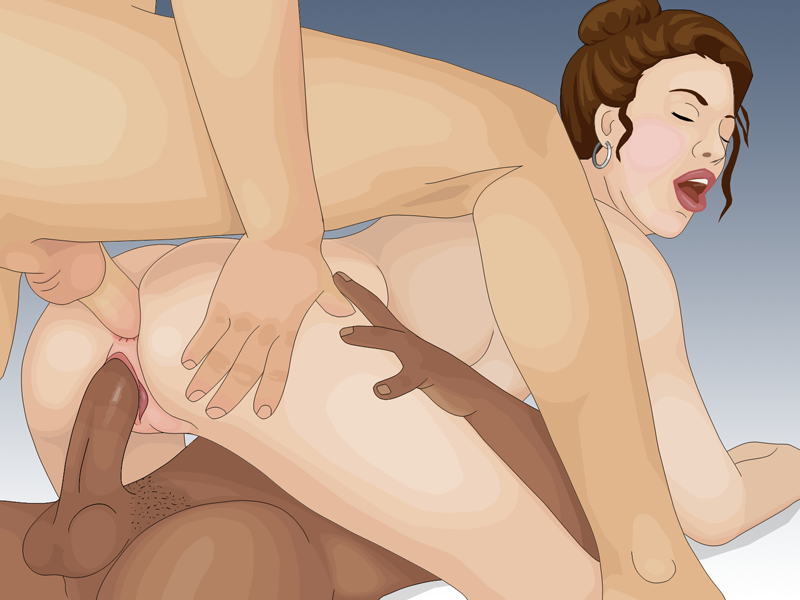
Dupla penetração

A dupla penetração é a penetração simultânea em uma mulher na vagina e no ânus, e em um homem apenas no ânus. Conhecido vulgarmente também como sanduíche.
Sabe-se que a dupla penetração é um dos fetiches do pornô mais usados no cinema adulto nos últimos anos. Trata-se de uma posição sexual que conjuga o sexo vaginal com o sexo anal simultaneamente.
A posição mais cômoda para esta prática seria um dos homens deitado de costas com a mulher montada de frente para ele e o outro homem penetrando-lhe o ânus.
- Dupla penetração convencional – Um pênis na vagina e outro no ânus.
- Dupla penetração vaginal – Dois pênis na vagina.
- Dupla penetração anal – Dois pênis no ânus (possível com um homem ou com uma mulher).
- Tripla penetração – Um pênis na vagina e dois no ânus ou vice-versa.

### Selo hermético
O Selo hermético seria a penetração simultânea de uma mulher na vagina, ânus e boca. Também conhecida como Tupperware party.

### Dois sabores
Dois sabores seria uma terceira pessoa fazendo sexo oral em um homem/mulher enquanto um casal faz sexo vaginal.

### Roda depunheta

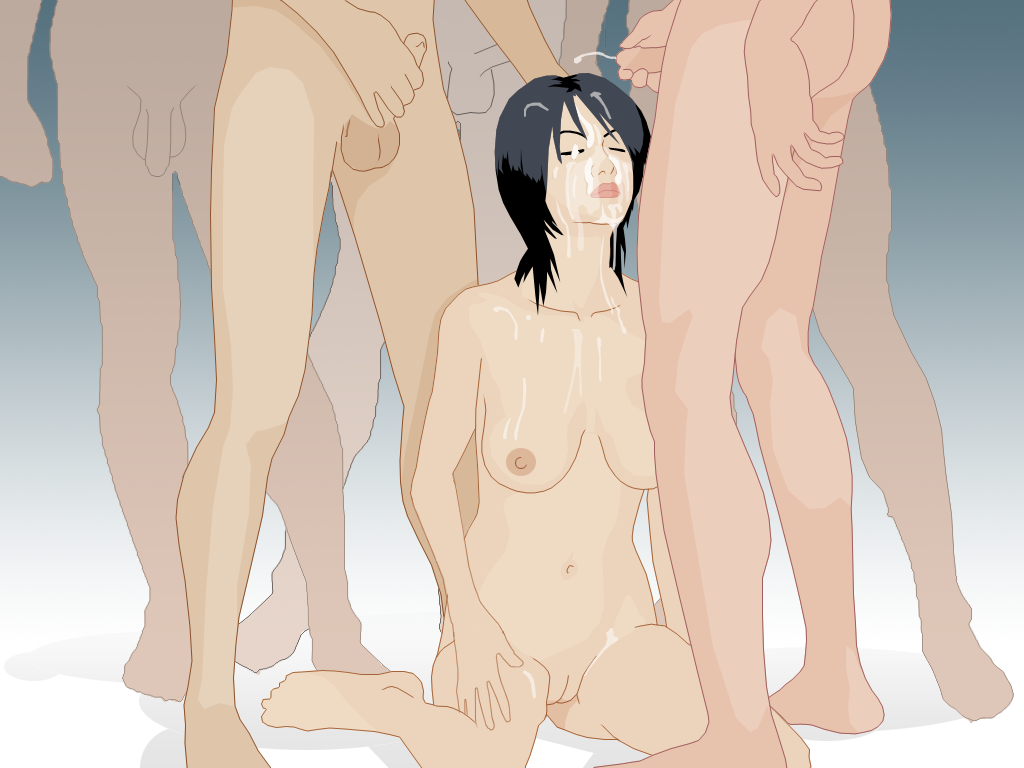
Bukkake.

Roda de punheta seria um grupo de homens masturbando os outros. É conhecido também como Circle Jerk.
Dentro desta variação existe o bukkake em que uma mulher fica de joelhos e aguardando que vários homens em pé se masturbem e ejaculem sobre o seu rosto.
A masturbação coletiva é considerada como a forma mais segura de sexo grupal pois não há trocas de fluidos corporais.[carece de fontes?]
Entretanto deve-se ter cuidado também nesta forma, pois o contato de líquido seminal ou vaginal com mucosas pode transmitir doenças como a AIDS, como ocorre com a mucosa vaginal. E dentre as outras mucosas podemos citar o "revestimento bucal", a mucosa da cavidade ocular (que pode ser atingida por gotas de sêmen), etc.

### Colar de margaridas
O Colar de margaridas seria um grupo de mulheres e/ou homens cada qual fazendo sexo oral no próximo em uma formação circular.

### Triângulo isósceles
Triângulo Isósceles é uma prática semelhante ao colar de margaridas, mas feito apenas com três pessoas.

## Tipos de combinações de sexo em grupo

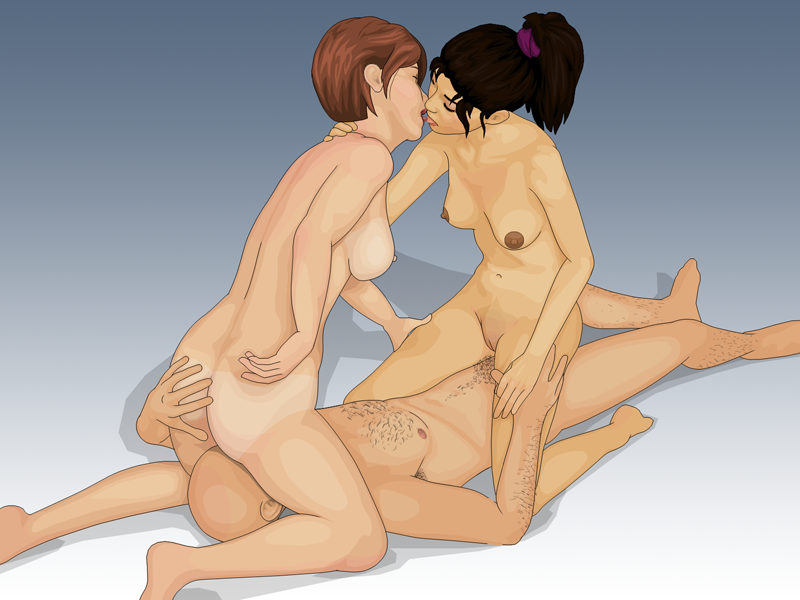
FMF.

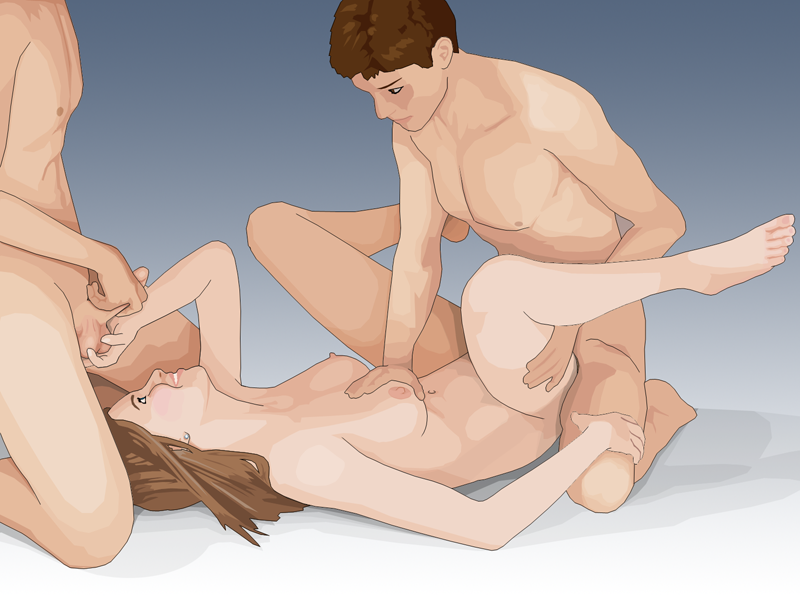
MFM.

Há várias combinações de sexo grupal que podem ser classificadas em diversos tipos. Os códigos mais comuns são:
Sexo a três, também chamado de Threesome (em inglês) ou Ménage à trois (em francês):
- MFF ou FFM é um sexo a três BISSEXUAL com duas mulheres e um homem (homens hétero e mulheres bi).
- FFF é um "all-female threesome" (mulheres lésbicas).
- MMF ou FMM é um sexo a três BISSEXUAL com dois homens e uma mulher (homens bi e mulheres hétero).
- MFM é um sexo a três heterossexual com dois homens e uma mulher (ambos hetero).
- FMF é um sexo a três heterossexual com duas mulheres e um homem (ambos hetero).
- MMM é um "all-male threesome" (homens gays).

Sexo a quatro com dois casais, frequentemente referido como uma das mais populares formas de Swing:
- MMFF ou FFMM é um sexo a quatro BISSEXUAL (dois casais) com dois homens e duas mulheres (ambos bi).
- MFMF ou FMFM é um sexo a quatro STRAIGHT (dois casais) com dois homens e duas mulheres (ambos hetero).
- MFFM é um sexo a quatro BISSEXUAL (dois casais) com dois homens e duas mulheres (homens hetero e mulheres bi).
- FMMF é um sexo a quatro BISSEXUAL (dois casais) com dois homens e duas mulheres (homens bi e mulheres hetero).

Há outras varições usadas para relações com quatro parceiros que não configuram dois casais. As mais comuns são:
- MFFF ou FFFM significa três mulheres bi e um homem hetero.
- MMMF ou FMMM significa três homens bi e uma mulher hetero.

Há também outras menos comuns, tais como:
- MFMM ou MMFM significa três homens (um hetero e dois bi) e uma mulher hetero.
- FMFF ou FFMF significa três mulheres (uma hetero e duas bi) e um homem hetero.

Para relações de sexo grupal envolvendo cinco ou mais parceiros sexuais se utilizam expressões como Orgia e Bacanal. Tanto nesses casos como entre os exemplos supracitados, relações em que uma única mulher se relaciona com mais de um homem são popularmente referidas na pornografia como Gangbang, tal como para relações inversas em que um único homem se relaciona com mais de uma mulher se utilizam os termos Boybang ou Reverse gangbang.

## Riscos de transmissão do HIV e DSTs
Com exceção da masturbação coletiva, o sexo grupal é considerada uma prática perigosa com alto potencial de transmitir o vírus do HIV entre outras doenças, sendo fundamental o uso de preservativos.

### Cuidados com a troca de preservativos
É preciso que as pessoas quando praticam o sexo grupal envolvendo a penetração de mais de um parceiro sejam cuidadosas para trocarem de preservativo.
O mesmo preservativo masculino utilizado na penetração de uma pessoa não pode ser utilizado na outra. E, por este motivo, é recomendável o uso do preservativo feminino, sendo que o uso de dois preservativos, por si só, não protegem o elemento passivo da relação.
Ainda que a ejaculação ocorra fora do ânus, da vagina ou da boca, existe a possibilidade de transmissão do HIV, se houver o contato direto do pênis com alguma dessas regiões.